# Roh Moo-hyun
Roh Moo-hyun, född 6 augusti 1946 i Gimhae i Södra Gyeongsang, död 23 maj 2009 i Yangsan i Södra Gyeongsang, var Sydkoreas president mellan 25 februari 2003 och 25 februari 2008.
Roh begick självmord den 23 maj 2009, efter att han och hans familj blivit anklagad för korruption.